# Panoplia de Dendra

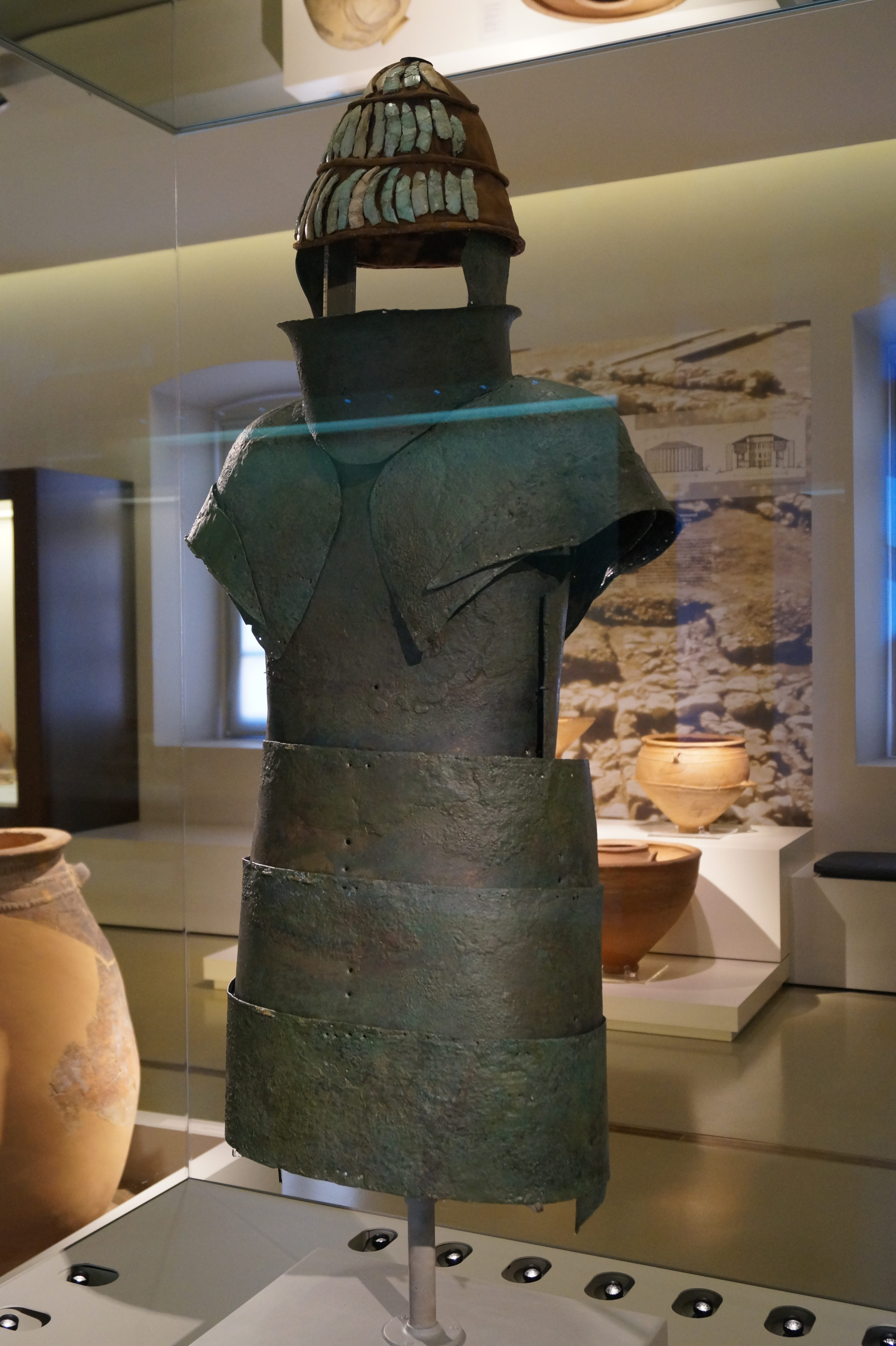
Panoplia de Dendra.

La panoplia de Dendra es un raro ejemplo de equipamiento militar completo (panoplia) de la Civilización micénica encontrado en el sitio arqueológico de Dendra, en la Argólida y conservado en el Museo Arqueológico de Nauplia.
Se compone de una armadura de placas de bronce, que consta de hombreras, barbote, gola  y de un casco de colmillos de jabalí.

## Contexto
Antes del descubrimiento de esta panoplia, diversos elementos de armaduras (corazas, hombreras, peto y placas de protección inferiores) de finales del periodo micénico fueron descubiertas en Tebas, mientras que algunas bandas de bronce fueron halladas en Micenas y Festo. Escamas de bronce pertenecientes a armaduras han sido encontradas en Micenas y Troya. Esto demuestra que en la época micénica este tipo de protección era ya ampliamente utilizada en todo el Mediterráneo oriental y Oriente Medio. 

## Descripción
En mayo de 1960, arqueólogos suecos descubrieron al primer ejemplar de una coraza de bronce, construida a finales del siglo XV  a. C., en Dendra. Se remonta la armadura de bronce al heládico tardío y  se compone de quince láminas de bronce separadas por tiras de cuero. Protegía al guerrero desde el cuello a las rodillas. La panoplia comprendía también grebas y avambrazo. Los pocos ejemplos de grebas de bronce  que nos han llegado solo cubrían una parte de las espinillas y fueron usados sobre protecciones de lino, como se muestra en el arte micénico tardío, tanto para la protección como para demostración del estatus social, como especuló Diane Fortenberry. Aunque poseamos sólo una panoplia micénica completa, armaduras parecidas están representadas en ideogramas de tablillas en lineal B encontradas en Cnosos (serie Sc), Pilos (serie Sh) y Tirinto (serie Se).
La coraza se compone de dos partes, el peto y el espaldar, unidas en el lado izquierdo mediante una bisagra. En el lado derecho de la parte delantera hay un anillo de bronce y dos anillos similares están presentes en ambos hombros. Por encima de la coraza se adosaron dos grandes hombreras, mientras que dos placas triangulares protegían las axilas del soldado cuando tenía los brazos levantados. Hay también un gran collar: el ideograma en lineal B que simboliza una armadura de este tipo demuestra claramente la importancia de esta parte; Por otra parte, el énfasis en la protección del cuello era una característica típica del vecino Oriente. Para proteger las ingles y los muslos cuelgan tres parejas de placas curvas. Todas estas piezas están realizadas en láminas de bronce batido y fueron conectadas con cuerdas de cuero de buey algo móviles para permitir un grado de movimiento adecuado para la batalla. La panoplia completa, por lo tanto, era una engorrosa armadura tubular que protegía totalmente el cuello y el tronco y se prolongaba hasta las rodillas. Parece que se completaba la panoplia con grebas y guardabrazos de bronce, puesto que en la tumba de Dendra se encontraron fragmentos de esas protecciones. También fueron encontrados pedazos de colmillos de jabalí que antiguamente constituyeron un casco.
También los soldados pintados en una famosa crátera realizada en Micenas en el 1200 a. C. llevan armadura completa. Sin embargo, ese tipo de armadura es diferente: puede tratarse de un corsé de piel a lo largo de todo el cuerpo, con un delantal de cuero a franjas que llegaba a mitad de muslo y eventuales hombreras, muy parecida a la protección llevada por los Pueblos del Mar, representada en el templo funerario de Ramsés II en Medinet Habu, en el Bajo Egipto, o de una coraza  de campana compuesta de láminas de bronce batido, un tipo de armadura del cual se ha atestiguado la utilización también en Europa central en aquel periodo.